# Busstrafiken Stockholm-Södertörn

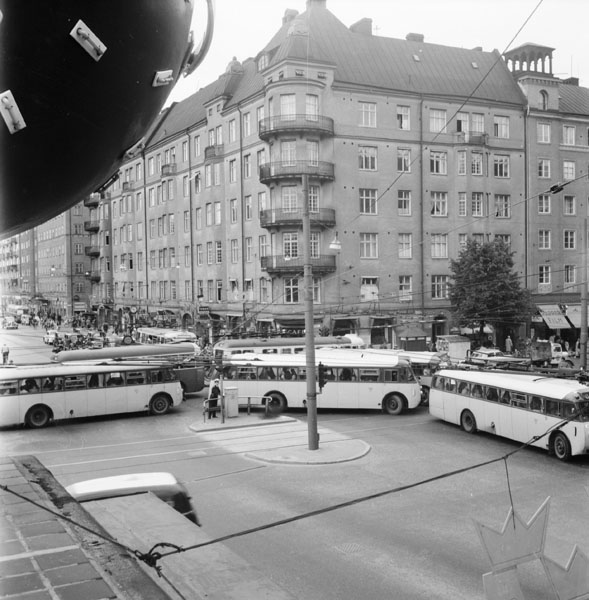
Bussar tillhörande BSS vid Skanstull

Busstrafiken Stockholm - Södertörn (BSS) var en avdelning inom Järnvägsaktiebolaget Stockholm-Saltsjön (Saltsjöbanan), som 1937 tog över den busstrafik som tidigare bedrivits av Brännkyrka och Södertörns Trafikaktiebolag (BST).
Som en följd av Hörjelöverenskommelsen togs BSS 1969 över av kommunalförbundet KSL och infogades i Trafikaktiebolaget Saltsjöfart (TS), ett dotterbolag till Storstockholms Lokaltrafik (SL).

## Linjeförteckning (TS 1970)
- 1 Stockholm (Skanstull) - Vendelsö - Handens centrum
- 2 Stockholm - Trångsund - Handen (Vikingaskolan)
- 3 Stockholm - Trångsund - Skogås (Drevviksstrand)
- 3F Farsta centrum - Trångsund
- 4 Stockholm (- Trångsund) - Ågesta (Svartviksvägen)
- 5 Stockholm - Handen - Dalarö - Smådalarö
- 6 Stockholm - Handen - Brandbergen (från sommaren 1970)
- 8 Stockholm - Handen - Gålö (Skälåker / Västra Bondäng)
- 9 Stockholm - Handen - Berga
- 10 Stockholm - Skarpnäck - Flatenbadet - Bollmora centrum - Granängsringen (från sommaren 1970) / Fårdala - Nyfors / Tyresö strand (Gamla Tyresö) / Tyresö - Tyresö Brevik - Ällmora
- 11 Stockholm - Trångsund - Lissma
- 12 Stockholm - Trångsund - Norrby
- 13 Stockholm - Alléplan - Södergården - Bollmora centrum
- 14 Västerhaninge - Gålö (Västra Bondäng)
- 16 Stockholm - Alléplan - Pers udde
- 17 Stockholm - Orhem (Gebers konvalescenthem)
- 20 Hökarängen - Bollmora centrum
- 34 Bollmora centrum - Nacka sjukhus